# Monte Carlo Automobile Quadrifuel
La Monte Carlo Automobile Quadrifuel è una vettura sportiva da competizione alimentata a quattro tipi diversi di carburante, è stata realizzata nel 2010 dalla casa automobilistica, di Monaco, Monte Carlo Automobile; la vettura è equipaggiata con un motore Alfa Romeo elaborato. Sebbene sia un veicolo che porta la bandiera del Principato di Monaco, la vettura è realizzata a Novara, con motore e impianti di alimentazione alternativa italiani.

## Descrizione vettura
Presentata alla "FIA conference week 2010" tenutosi a Como nel maggio 2010, ha partecipato alla prima gara nel mondiale FIA Alternative Energies Cup, giungendo terza. La Quadrifuel è dotata di un sistema di alimentazione con quattro tipi diversi di carburante: Idrometano, GPL, Bioetanolo e Benzina ed è quindi dotata di quattro serbatoi e il tipo di carburante con cui alimentare la vettura è selezionabile direttamente dall'abitacolo. Il motore è un Alfa Romeo V6 Busso installato in posizione centrale. Tale propulsore è stato pesantemente elaborato al fine di raggiungere un volume di 3 litri di cilindrata e una potenza massima di 300 Cv.

### Sistema di alimentazione
Gli impianti di alimentazione utilizzati per questa vettura, nonostante sia concepita per scopi agonistici, sono i medesimi utilizzati per le vetture di serie di impiego quotidiano. Essi, infatti, sono stati forniti dalla Bigas, un'azienda di Calenzano (provincia di Firenze) specializzata in componenti e sistemi completi per conversione a GPL e Metano per autotrazione. L'alimentazione (nel caso di GPL o Metano) è gestita da due centraline Sequential Gis e da due riduttori: un riduttore di pressione per il metano e un riduttore/vaporizzatore per il gas di petrolio liquefatto. I due riduttori quindi vengono convoglianti in un unico gruppo di elettro iniettori per 6 cilindri. Per quanto riguarda l'alimentazione a bioetanolo, invece, si è intervenuti nella fasatura del motore durante il suo funzionamento tramite una centralina supplementare. Il prototipo viene esposto all'Ecoracing EXPO 2012 di Piacenza.

### Caratteristiche estetiche
La vettura esteticamente si presenta, a livello della carrozzeria, molto simile nel complesso a una Maserati MC12, variano però i particolari perlopiù tecnici ed aerodinamici, con la vettura modenese non vi è però alcuna parentela. Gli interni sono decisamente spartani e dall'assemblaggio posticcio: la vettura è completamente spoglia con scocche interne del tutto in vista, prive di rivestimento. Vengono inserite le strumentazioni per la selezione del carburante e alcuni particolari estetici. Sia all'esterno che all'interno la Quadrifuel presenta non pochi riferimenti al marchio Alfa Romeo, sottolineando la presenza, sotto il cofano, del motore della casa di Arese. Il marchio, il logo e la dicitura powered by Alfa Romeo sono presenti sia nell'abitacolo che negli esterni. Sulla categoria della vettura troviamo altri riferimenti iconici del marchio milanese, la presa d'aria frontale della vettura ha al suo interno il classico scudetto Alfa Romeo e sul fianco della vettura stessa è raffigurato anche il Quadrifoglio Alfa Romeo, su sfondo triangolare bianco. Il frontale è anche caratterizzato da una grande bandiera del Principato di Monaco sul cofano, ma sotto è presente anche il tricolore italiano per sottolineare la quantità di tecnologia italiana presente nel prototipo nonché la nazionalità del fondatore della casa monegasca e ideatore del progetto Quadrifuel. La scelta dell'Alfa Romeo come propulsore e i molteplici riferimenti ad essa nella vettura non sono un caso, Ballabio infatti è molto legato al marchio milanese sin da piccolo.